# Uittreksel uit het strafregister
Het uittreksel uit het strafregister (Frans: extrait de casier judiciaire), voorheen getuigschrift van goed zedelijk gedrag, is een officieel Belgisch document dat een gedeeltelijk afschrift bevat van de strafrechtelijke veroordelingen en beschermingsmaatregelen die volgens het Centraal Strafregister bestaan ten aanzien van een bepaalde persoon. Het verkrijgen ervan is geregeld door de artikelen 595-596 van het Wetboek van Strafvordering. 
Het uittreksel bestaat in drie modellen, die naargelang de finaliteit meer of minder informatie bieden:
- Artikel 595 (algemeen model) is het standaardgetuigschrift dat kan worden aangevraagd voor allerlei doeleinden. Openbare besturen, particulieren en privé-instellingen kunnen een burger een uittreksel uit het strafregister vragen wanneer deze burger een activiteit uitoefent waarvan de toegangs- of uitoefeningsvoorwaarden niet gereglementeerd zijn.

- Artikel 596.1 (model voor gereglementeerde activiteiten) bevat extra informatie in functie van de beoogde activiteit (bv. privédetective, voetbalsteward, wapenvergunning, jachtvergunning). De eindbestemmeling moet het aanvraagformulier mee ondertekenen.

- Artikel 596.2 ('minderjarigenmodel') voegt daar nog de veroordelingen voor feiten gepleegd ten aanzien van minderjarigen en contactverboden jegens minderjarigen aan toe.

De burger die in België woont of verblijft, vraagt deze uittreksels aan in zijn gemeente. Anderen kunnen terecht bij de dienst Centraal Strafregister van de FOD Justitie. Overheidsdiensten kunnen het uittreksel alleen verstrekken aan de persoon zelf, maar derden kunnen vereisen dat die persoon hen inzage geeft, bv. om in aanmerking te komen voor bepaalde posities. 
Sinds april 2020 zijn de uittreksels uit het strafregister voorzien van een QR-code en internetadres, waarmee men de echtheid van het document kan controleren.
Niet alle informatie uit het Centraal Strafregister wordt vermeld op het uittreksel. Zo worden de werkstraffen en de lichtere veroordelingen doorgaans niet vermeld, al bestaan daarin gradaties. Voorts is er voor politiestraffen een automatische uitwissing na drie jaar, en kan voor andere veroordelingen (op aanvraag) een herstel in eer en rechten worden verleend. 

## Regelgeving
- Artikelen 595 en 596 van het Wetboek van Strafvordering
- Koninklijk besluit van 21 november 2016 betreffende de modaliteiten van aflevering van de uittreksels uit het strafregister aan particulieren
- Omzendbrief nr. 204 van de Minister van Justitie (C-2013/09204) – Uittreksels uit het Strafregister